# 白羊村遗址
白羊村遗址位于中国云南省大理白族自治州宾川县县城金牛镇以北，白羊村以西的桑园河东岸，是一处新石器时代遗址。

## 特点
该遗址系1972年春，由当时的东风公社白羊村生产队农民改田取土时发现。1973年11月至1974年1月，云南省文物工作队对白羊村遗址进行了科学的发掘。揭露面积290平方米，遗址文化层厚4.35米。在发掘区内发现了房屋建筑、火塘、窑穴、墓葬等遗迹，出土了陶器、石器、骨器、牙器和碳化谷、粮食粉末等遗物。遗址年代经碳十四测定为公元前2050±105年（树轮校正年代为公元前2165±105年）。据推断，白羊村遗址上的先民是以农业为主、兼营狩猎、采集与饲养家畜的社会经济，处于母系氏族社会由盛而衰，父系氏族社会已经萌芽的变革阶段。该遗址对研究长江上游地区的葬俗、古代居民的文明进程和云南原始农业等方面具有很高的价值。

## 保护
1998年11月，云南省人民政府公布为省级重点文物保护单位。2006年，中国国务院公布为第六批全国重点文物保护单位。

## 图片

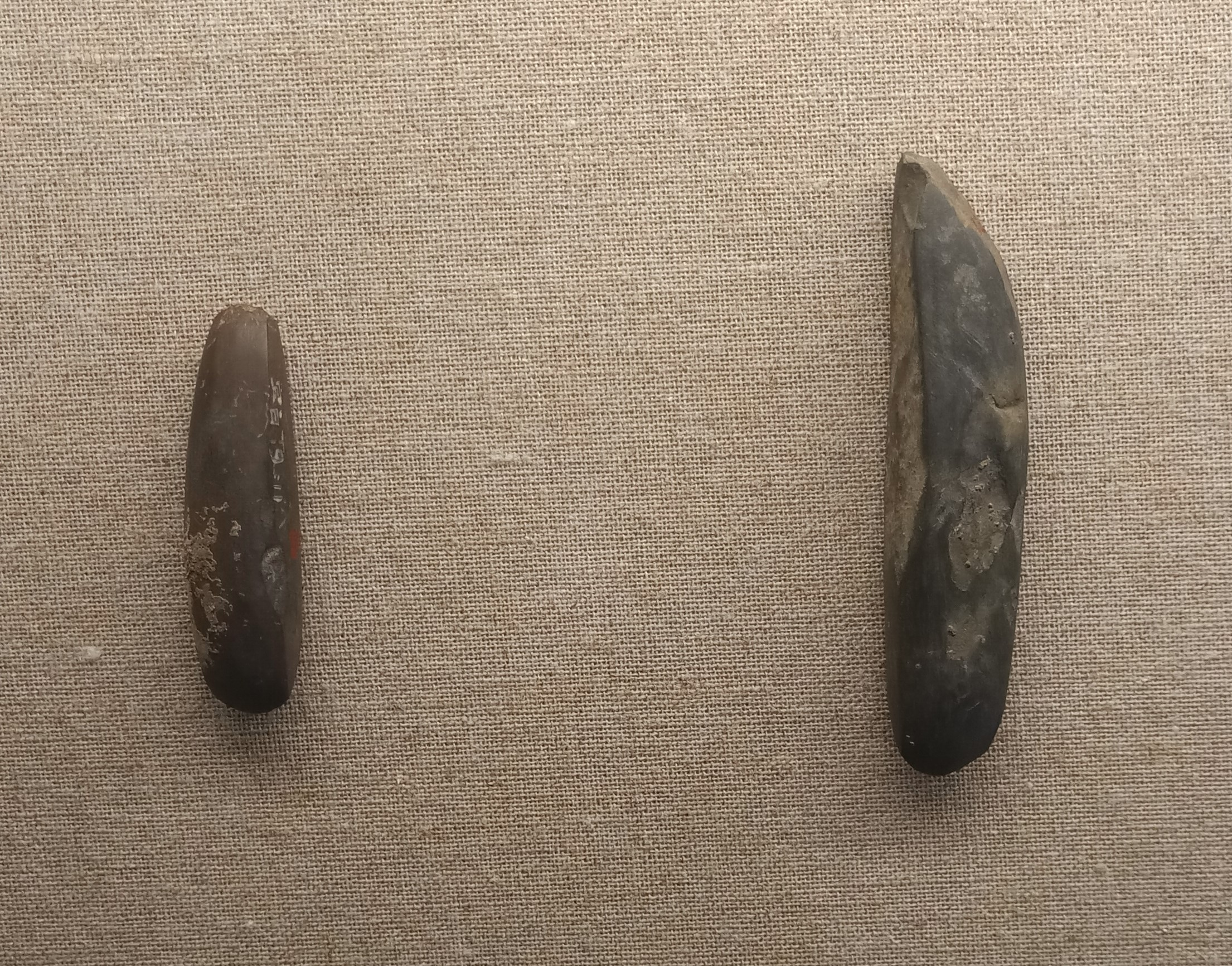
石凿，藏于大理州博物馆
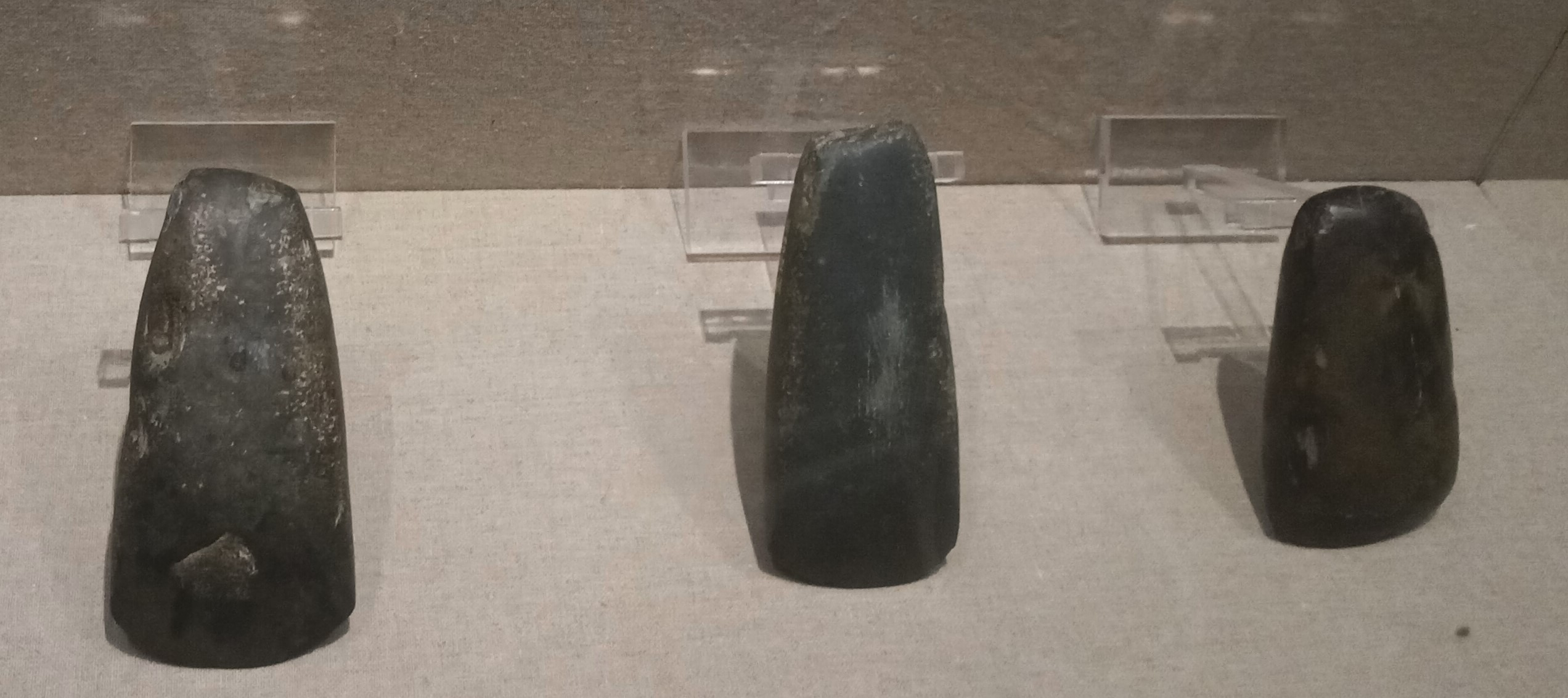
石斧，藏于大理州博物馆
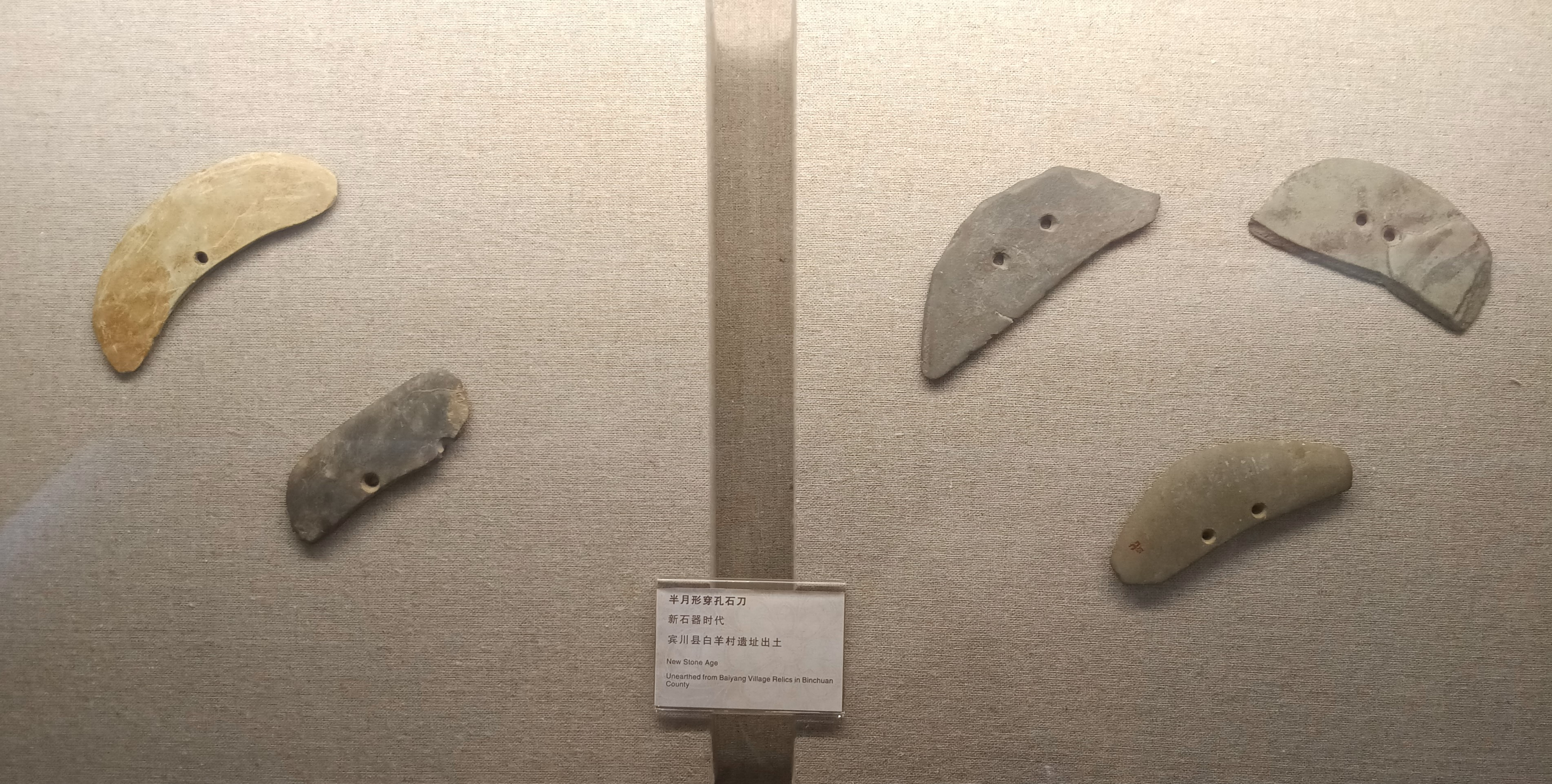
半月形穿孔石刀，藏于大理州博物馆
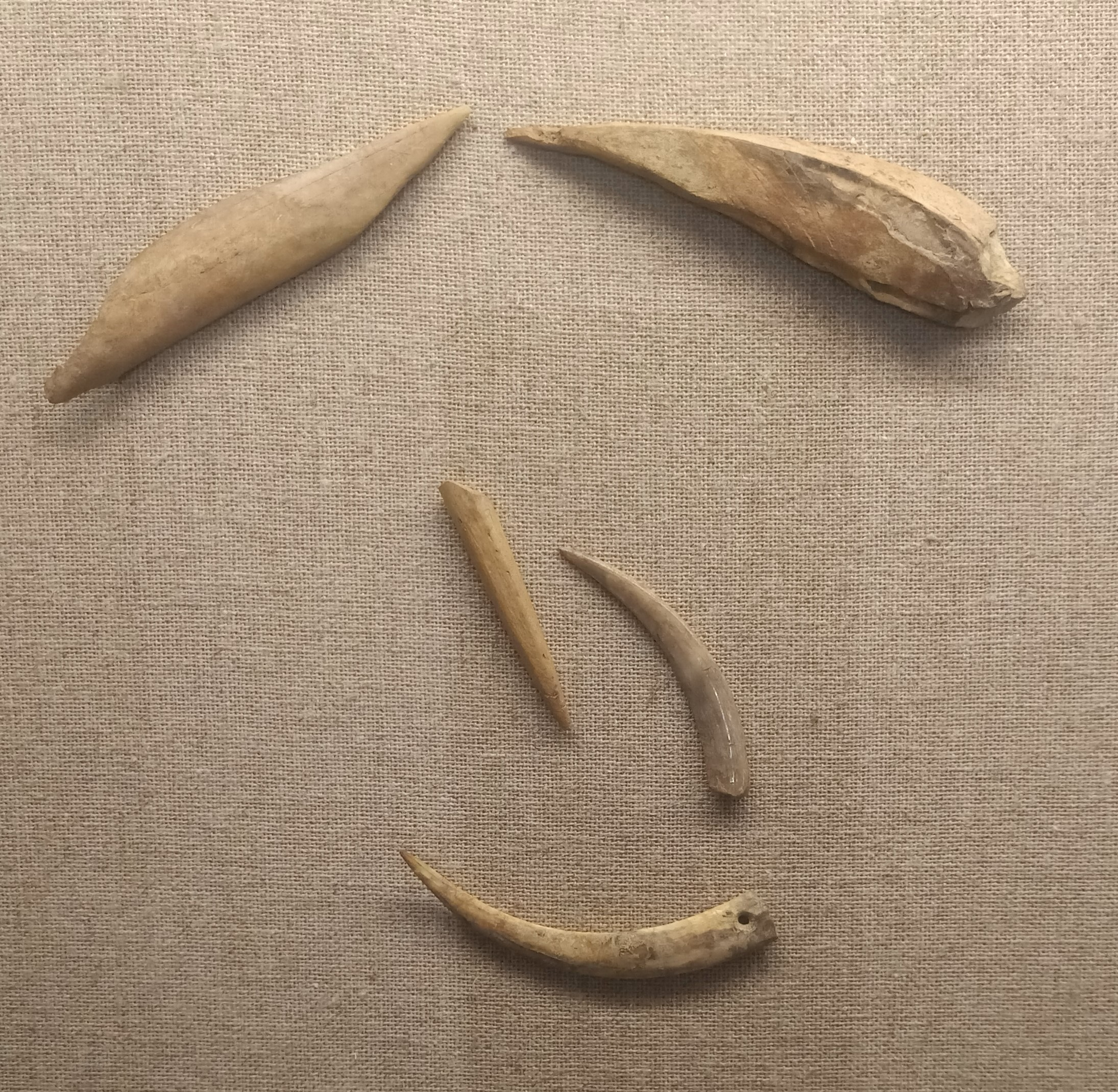
骨牙器，藏于大理州博物馆
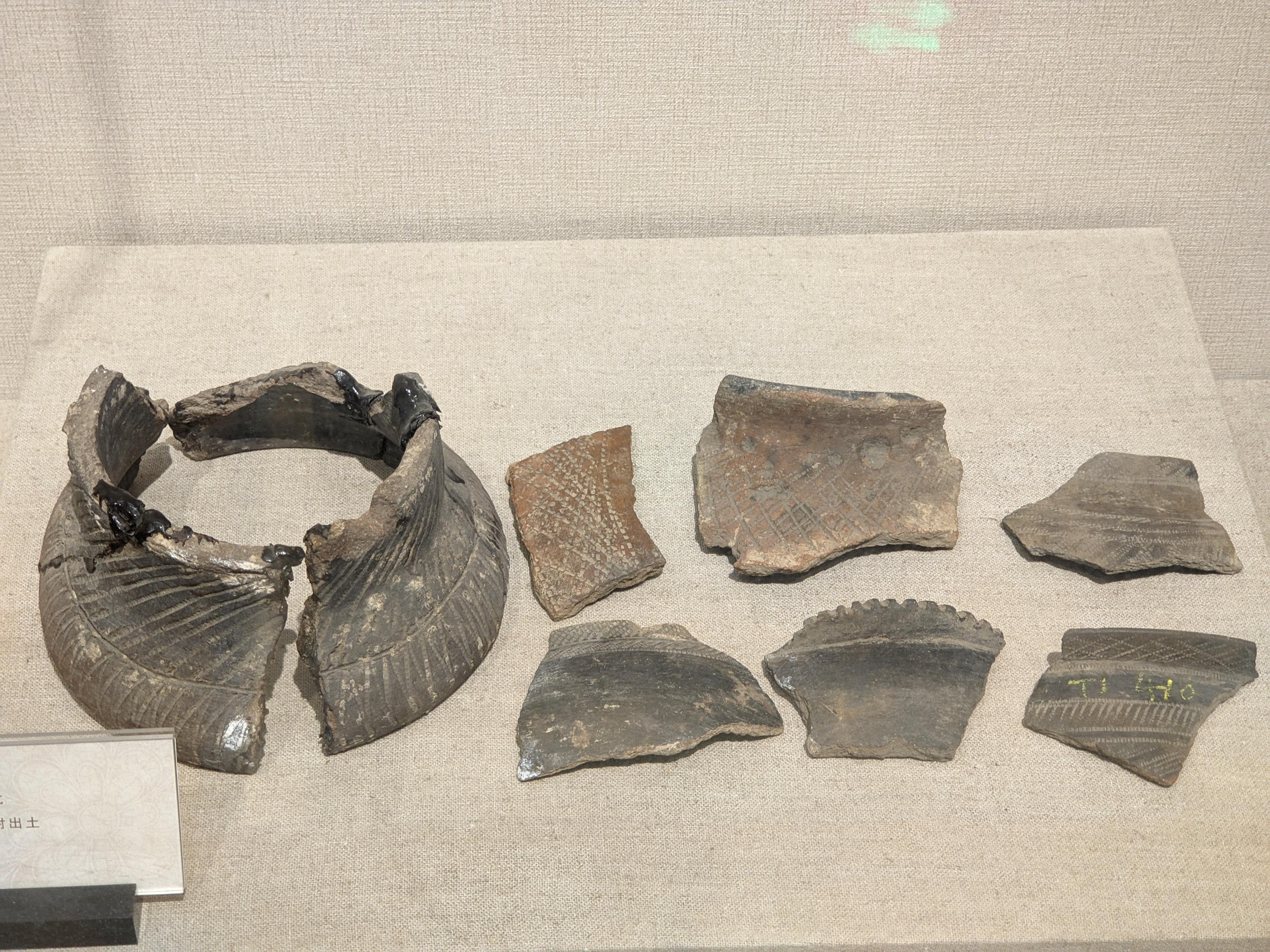
残陶片，藏于大理州博物馆
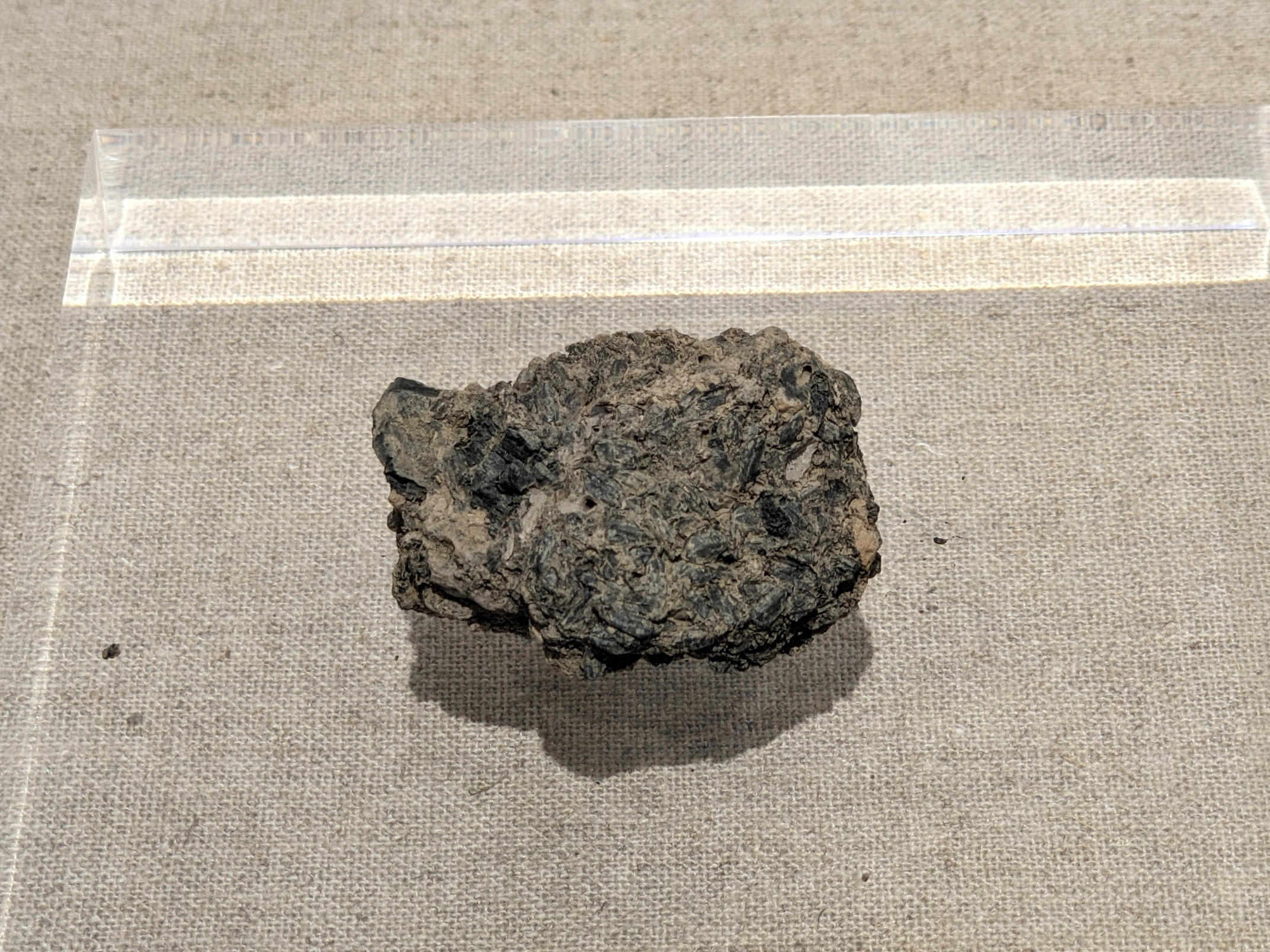
碳化谷物，藏于大理州博物馆
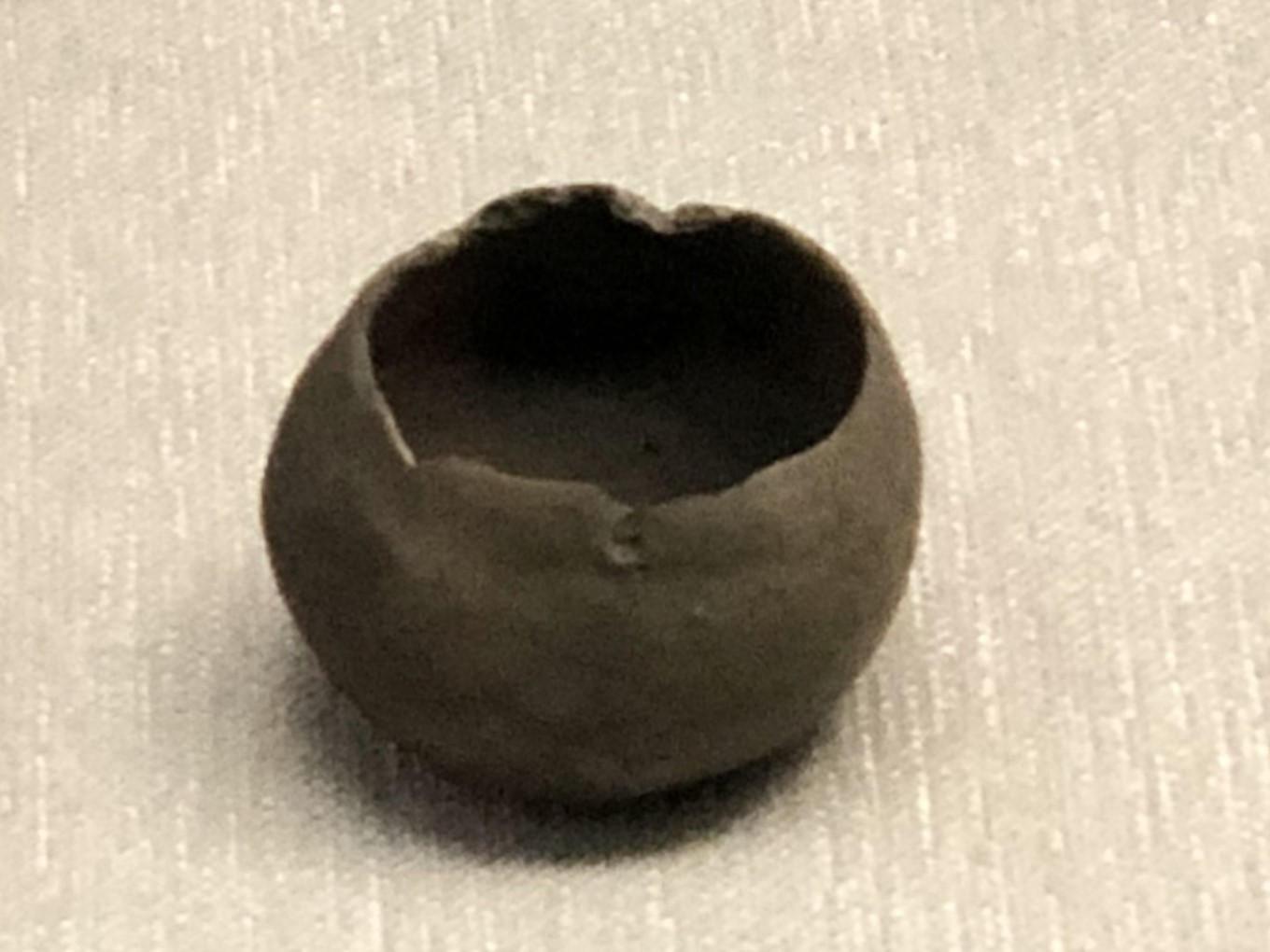
小陶杯，藏于云南省博物馆
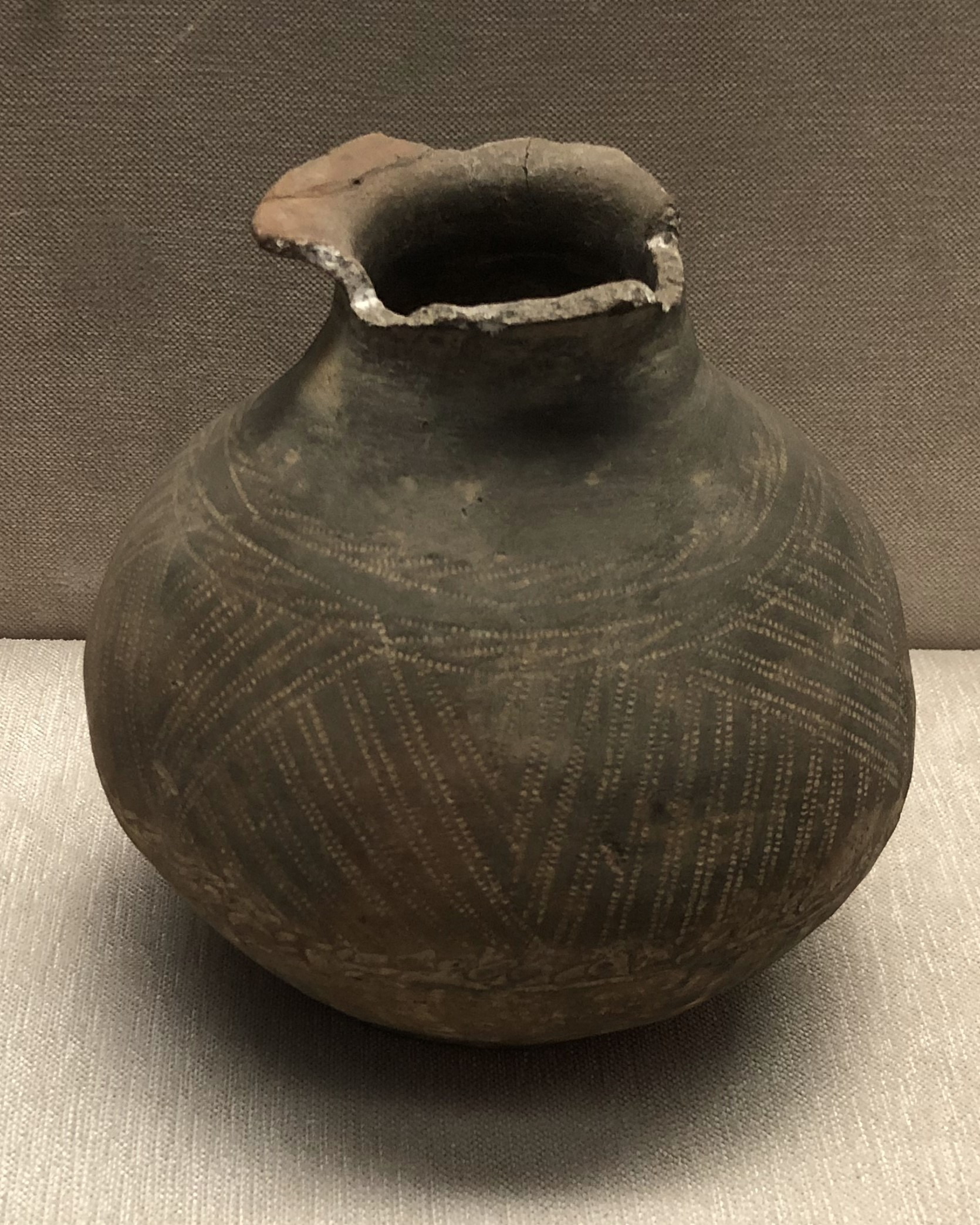
陶罐，藏于云南省博物馆
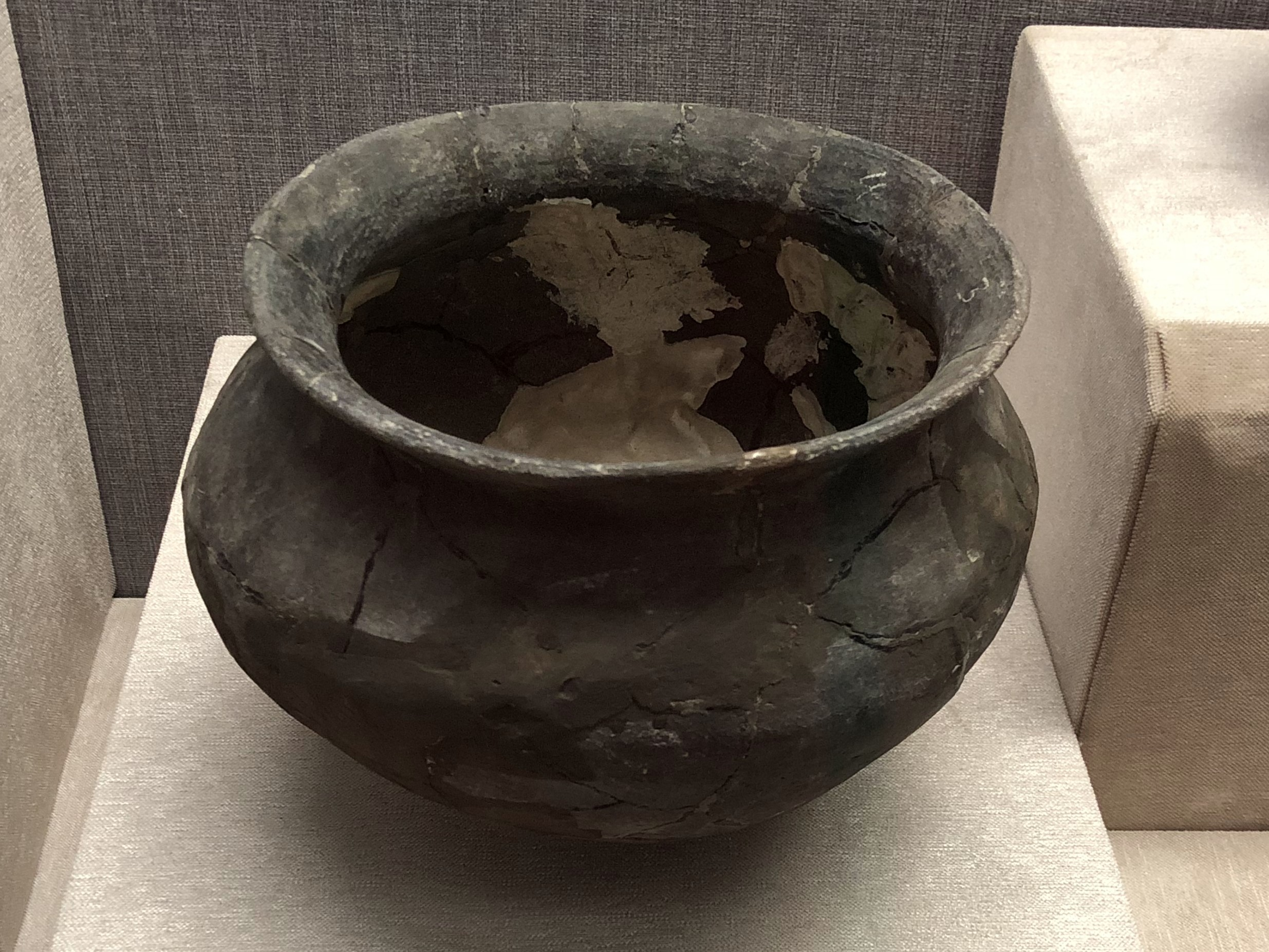
陶釜，藏于云南省博物馆
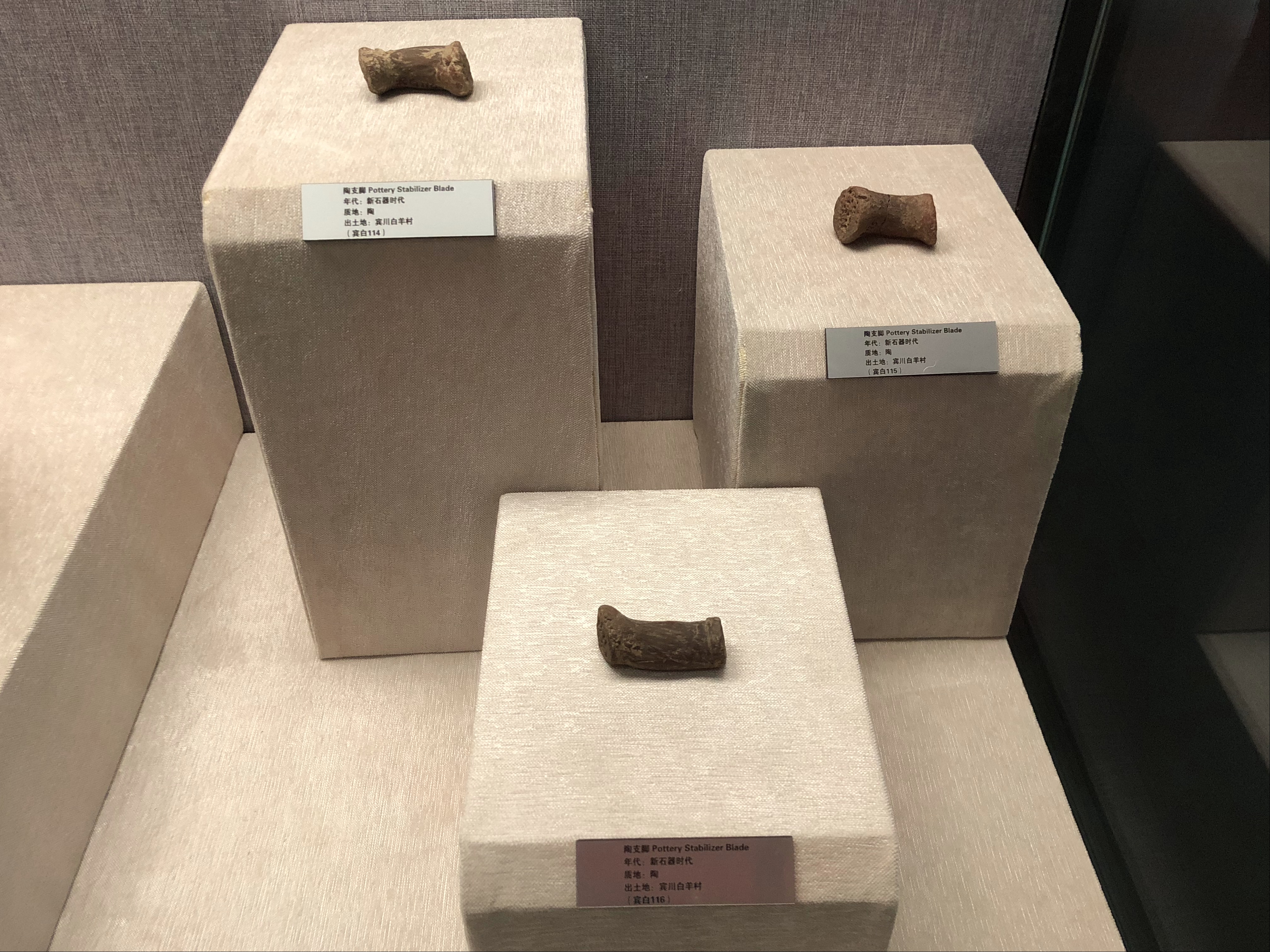
陶支脚，藏于云南省博物馆